# PSR B1620-26
PSR B1620-26 – gwiazda podwójna oddalona o około 12 400 lat świetlnych od Ziemi, w gwiazdozbiorze Skorpiona. Para ta jest złożona z pulsara oraz białego karła. W systemie tym odkryto także planetę pozasłoneczną PSR B1620-26 b „Matuzalem” okrążającą obydwie gwiazdy. Cały system jest umiejscowiony w gromadzie gwiazd Messier 4.

## Historia
Przypuszcza się, że oryginalnemu PSR B1620−26 A towarzyszył inny, lżejszy biały karzeł, który został wypchnięty, gdy obecny PSR B1620−26 B zaczął oddziaływać grawitacyjnie z pierwotnym układem podwójnym. W tym czasie PSR B1620−26 B wciąż był gwiazdą ciągu głównego, razem z jej planetą. Następnie planeta znalazła się na orbicie dookoła obydwu gwiazd.
System potrójny znajduje się tuż za centrum gromady gwiazd. Wiek gromady został oszacowany na około 12,7 miliarda lat, w związku z czym jest to przewidywany wiek wszystkich trzech ciał.

## Nazewnictwo
Toczy się dyskusja na temat właściwych zasad nazewnictwa tego nieprzeciętnego układu ciał. Z jednej strony użycie oznaczeń A/B dla gwiazd podwójnych posiada priorytet, więc pulsar to PSR B1620-26 A, biały karzeł to PSR B1620-26 B, a planeta to PSR B1620-26 c. Z drugiej jednak porządek PSR dotyczy jedynie gwiazd będących pulsarami, nie zaś ich kompanów, więc towarzysz powinien zostać nazwany używając katalogu WD, dając pulsarowi nazwę PSR B1620-26, białemu karłowi nazwę WD J1623-266, a planecie PSR B1620-26 b. Wczesne artykuły używały pierwszej konwencji, ale katalogi gwiazd używają drugiej.

## System planetarny

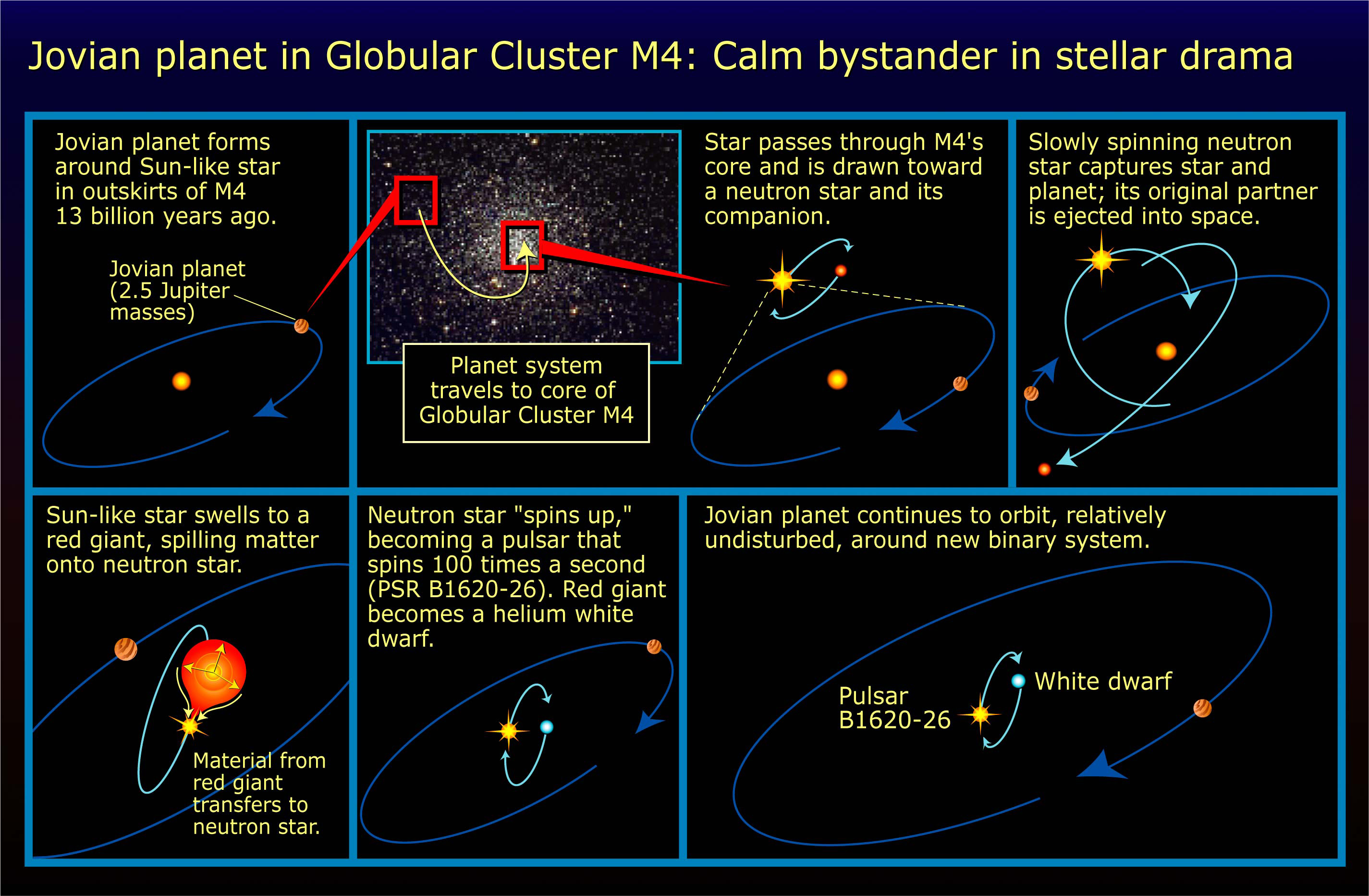
Ewolucja układu PSR B1620−26

PSR B1620-26 b została wykryta dzięki efektowi Dopplera. W czasie ruchu po orbicie powoduje ona zmiany częstości sygnałów wysyłanych przez pulsara, przyciągając gwiazdę swoją masą.
We wczesnych latach 90. grupa astronomów, której przewodniczył Donald Backer, badająca ten pulsar podwójny, uznała, że istnienie trzeciego ciała jest potrzebne do wyjaśnienia obserwowanego efektu. W czasie kilku lat zmiany w ruchu obu gwiazd, wywołane grawitacją nieświecącego ciała, zostały zmierzone, umożliwiając oszacowanie jego masy. Wniosek, że trzeci obiekt to planeta, został ogłoszony przez Stephena Thorsetta i jego współpracowników w 1993.